# Steam Heat

Первые исполнители номера «Steam Heat» из мюзикла «Пижамная игра» (1954 год).

Steam Heat (рус. Паровое отопление или Энергия теплоты) — танцевально-вокальный номер из мюзикла «Пижамная игра» (первая постановка 1954 года), созданный композиторами и поэтами Ричардом Адлером и Джерри Россом, и поставленный хореографом Бобом Фосси. Неоднократно использовался эстрадными исполнителями разных лет, цитировался и являлся основой для творческого переосмысления и заимствований.

## История создания
Steam Heat был одним из номеров, созданных авторами Ричардом Адлером и Джерри Россом и представленных театральному продюсеру Джорджу Эбботу для мюзикла «Пижамная игра», история которого была построена вокруг трудового спора между собственниками и работниками пижамной фабрики. Эпизод не был непосредственно связан с сюжетом, являясь скорее развлекательным вступлением ко второму акту. Джордж Эббот дал недавно приглашённому, начинающему тогда ещё хореографу Бобу Фосси пробное задание — создать «небольшой» номер. Роберт обратился за помощью к авторам песен. По воспоминанию Адлера, он был сначала поставлен в тупик таким абстрактным заданием, но, обсудив его с Россом, решил проверить свои творческие возможности и создать номер о предмете, первым пришедшем на ум. Первым вспомнился радиатор отопления в ванной комнате, издававший свист и булькание. Как только Фосси впервые услышал сочинённую песню, он преисполнился энтузиазмом, так как любил звуковые эффекты, дававшие простор для создания танцевальных акцентов. Однако в течение шести недель Роберт не приступал к репетициям, создавая детальный хореографический рисунок исключительно в голове. Пригласив после этого первых исполнителей (Кэрол Хейни, Базз Миллер и Питер Дженнаро), он исполнил номер под аккомпанемент фортепьяно от начала до конца. Танцорам оставалось лишь строго копировать его, но уже скоро они чувствовали каждое движение как своё.
Внешний образ актёров, по замыслу Фосси, должен был играть не меньшую роль, чем пластика и хореография. Трио было облачено в чёрные костюмные пары, напоминающие одежду участников английских бродячих мюзик-холлов, мешковатые, стирающие отличия между мужчиной и женщиной. Низ брюк был умышленно завышен, открывая белые носки и чёрные ботинки. Завершали наряд белые перчатки и классические котелки. Собственно с танцорами продуманный Фосси до мелочей номер был подготовлен к сдаче всего за пять дней. Он был настолько хорош, что, как казалось Джорджу Эбботу, мог отчасти затмить главные сюжетные сцены. Продюсер заявил о намерении исключить его из шоу. Мартин Готтфрид, биограф Фосси, напротив считает, что продюсера Эбборта не устраивали внутренние творческие искания хореографа, продолжавшиеся почти два месяца. Так или иначе номер сумел отстоять авторитетный бродвейский хореограф Джером Роббинс. Спектакль выдержал более тысячи представлений, а Боб Фосси получил за него премию Тони в категории «Лучшая хореография». Практически в неизменном виде танец был включён в кинематографическую версию мюзикла, вышедшую в 1957 году, с тем отличием, что вместо Питера Дженнаро в сцену был введён Кеннет Лерой. Кроме того, Кэрол Хейни, страдавшая к этому моменту хроническим заболеванием, по утверждению одного из участников картины, была далека от лучшей своей формы.

## Известные исполнители
Ширли Маклейн — тогда ещё двадцатилетняя актриса, в первой постановке мюзикла дублировала Кэрол Хейни. Она рассказывала историю, что в к моменту, когда ей пришлось заменить Хейни первый раз, она репетировала этот эпизод лишь однажды. Однако пара знакомых, специально приглашённых в зал, организовали самые восторженные овации. Позже она постоянно включала номер Steam Heat в свои эстрадные шоу и выступления в клубах.
Вокальный вариант номера был издан в исполнении Патти Пейдж на Mercury Records. Сингл вошёл в чат Billboard 26 мая 1954 года и продержался девять недель на позиции № 8.
В 1963 году Элла Фицджеральд включила песню в свой альбом «Ella Sings Broadway». В том же году номер был поставлен для американского рождественского телевизионного шоу «The Judy Garland Show», где солировали Лайза Миннелли и Трэйси Эверитт. Хореография при этом во многом отличалась от концепции Боба Фосси.
В 1974 году женская вокальная группа из США «The Pointer Sisters» включила композицию в альбом «That’s a Plenty» под названием «Bangin' on the Pipes». Немедленного успеха песня не получила, однако после выхода концертного альбома «Live at the Opera House» она стала визитной карточкой коллектива.

## Художественные особенности и культурное влияние
Упомянутый хореограф Джером Роббинс высказывал однозначное мнение о том, что в номере впервые проявился стиль Фосси, только его и никого прочего. Однако Мартин Готтфрид, со ссылкой на танцовщицу Хелен Галлага, много лет работавшую под руководством Боба, считает, что не вполне естественные движения и фиксация плеч заимствованы у Джека Коула, а элементы работы с котелками — у Фреда Астера. Сам Фосси никогда не претендовал на исключительность своей хореографии, но называл её настоящим лабиринтом самых разнообразных влияний талантливых предшественников.
Журналисты и музыкальные критики неоднократно подчёркивали схожесть некоторых элементов костюма, манеры движения и образа в целом Майкла Джексона и исполнителей первого, «классического» варианта Steam Heat: шляпа на самых глазах, чрезмерно завышенные брюки, одно бедро выставлено назад, другая нога опирается только на кончики пальцев, все конечности конвульсивно напряжены, походка подчёркнуто шаркающая.